# Óscar Linton
Óscar Antonio Linton Bethancourt (ur. 29 stycznia 1993 w mieście Panama) – panamski piłkarz występujący na pozycji środkowego obrońcy, reprezentant Panamy, od 2025 roku zawodnik gwatemalskiego Marquense.